# Ultraman
Ultraman (jap. ウルトラマン Urutoraman) – japoński serial tokusatsu, druga odsłona Ultra Serii stworzona przez Eijiego Tsuburayę i jego studio Tsuburaya Productions. Emitowany był na kanale TBS od 17 lipca 1966 do 9 kwietnia 1967 roku, nie licząc odcinku pilotażowego składał się z 39 odcinków.
Serial ten stanowi w pewnym sensie kontynuację serialu Ultra Q, jednak jest pierwszym, w którym pojawił się Ultraman. Jest w rodzimym kraju uznawany za serial kultowy, który w dużej mierze przyczynił się do popularności gatunku tokusatsu, zwłaszcza seriach o gigantycznych bohaterach walczących z ogromnymi potworami kaijū. Fama serii spowodowała powstanie wielu jej kontynuacji, zaś zwłaszcza bezpośrednia – Ultraseven – zyskała równą sławę i grono fanów.

## Fabuła
Akcja serii mieści się w niesprecyzowanym bliżej czasie, choć powiedziane jest, że dzieje się po 1966 roku. Głównym bohaterem jest Japończyk Shin Hayata należący do specjalnej międzynarodowej policji SSSP (Science Special Search Party) z siedzibą w Tokio, która zajmuje się wykrywaniem i walką z atakującymi Ziemię gigantycznymi potworami pochodzącymi z kosmosu, do czego wykorzystuje ziemskie zdobycze technologiczne. Podczas jednego z ataków potwora samolot pilotowany przez Hayatę zostaje strącony, zaś sam pilot znajduje się w stanie bliskim śmierci. Konającemu Hayacie przybywa na pomoc humanoidalny byt pochodzący z Krainy Światła, który łączy się z jego ciałem i umożliwia mu przemianę w potężnego wojownika – Ultramana. Ultraman jest zdolny do walki z potworami, jednak na Ziemi nie może przebywać w swojej normalnej postaci przez dłuższy czas, przez co jego moce przechowywane są w noszonym przez Hayatę specjalnym przedmiocie zwanym Beta Kapsułą. Pilot i kosmita są ze sobą połączeni, ale ich rozdzielenie spowodowałoby śmierć tego pierwszego.
Oprócz Hayaty do SSSP należą tęgi snajper Daisuke Arashi, głupkowaty wynalazca Mitsuhiro Ide i radiooperatorka Akiko Fuji będąca jedyną kobietą w grupie. Dowódcą drużyny jest odpowiedzialny i inteligentny kapitan Toshio Muramatsu.

## Obsada
- Shin Hayata: Susumu Kurobe
  - Ultraman: Bin Furuya
- Toshio Muramatsu: Akiji Kobayashi
- Daisuke Arashi: Sandayuu Dokumamushi
- Mitsuhiro Ide: Masanari Nihei
- Akiko Fuji: Hiroko Sakurai
- Isamu Hoshino: Akihide Tsuzawa

## Odniesienia w popkulturze
- W Urusei Yatsura 2: Beautiful Dreamer podczas gorączkowych przygotowań w liceum w Tomobiki-cho do festiwalu przechadzają się postacie w kostiumach Ultramana i jego potworzych przeciwników[1].
- W odcinku Miasteczka South Park pt. Mecha-Streisand Leonard Maltin zmienia się w postać będącą parodią Ultramana[2].
- Powiększony Billy w kostiumie w odcinku Mrocznych przygód Billy’ego i Mandy pt. Giant Billy and Mandy All Out Attack jest parodią Ultramana[3].
- W filmie Daigoro vs. Goliath  wynalazca wiszący do góry nogami, w wyniku wypadku, oznajmia przed znajomymi, że naśladował Ultramana[potrzebny przypis].